# Mariagränd

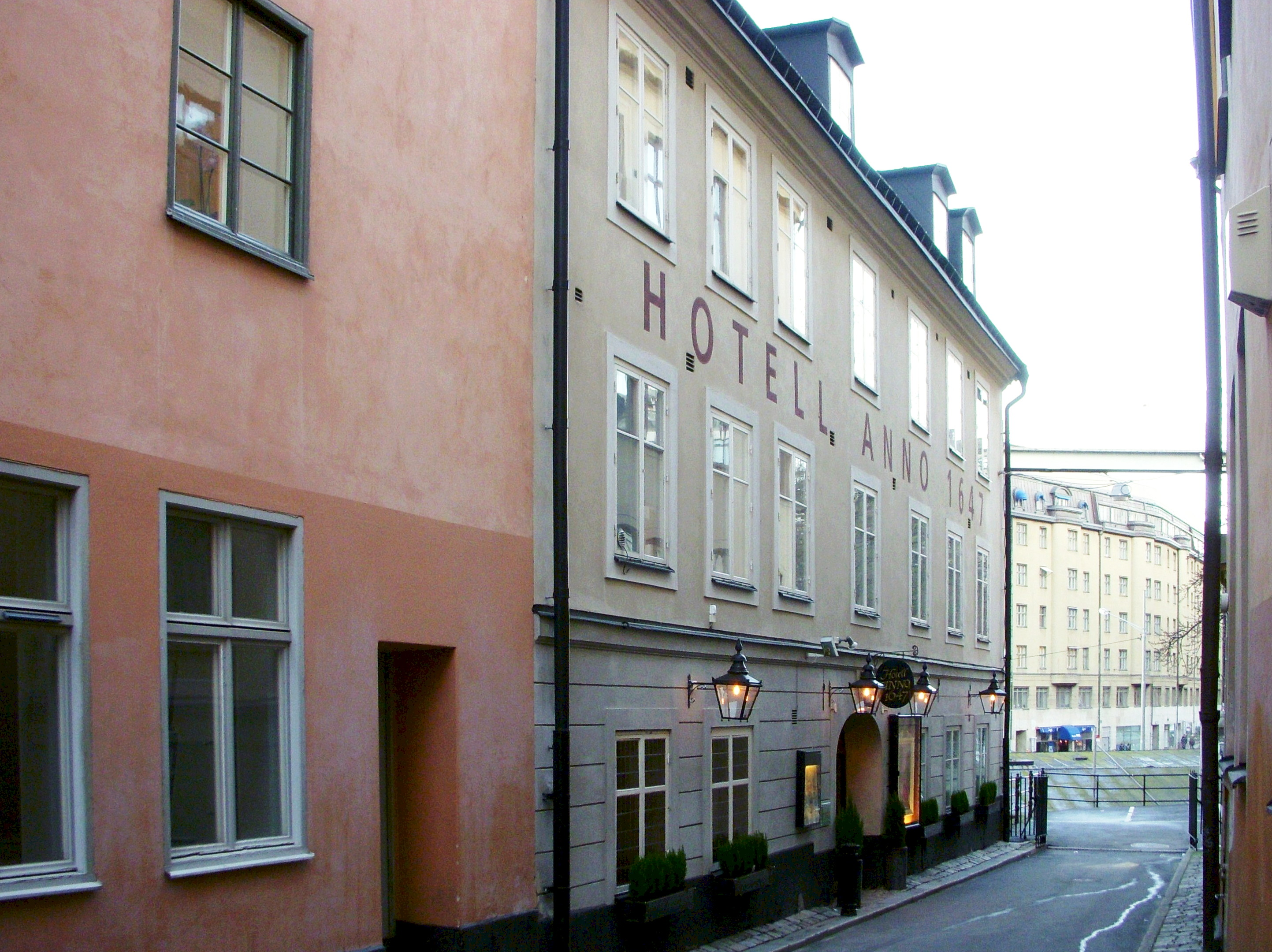
Mariagränd mot öst, 2011.

Mariagränd är en gata på Södermalm i Stockholm. Gränden går från Götgatan österut och är den nordliga parallellgatan till Klevgränd. Mariagränd fick sitt nuvarande namn i samband med Namnrevisionen i Stockholm 1885.

## Historik

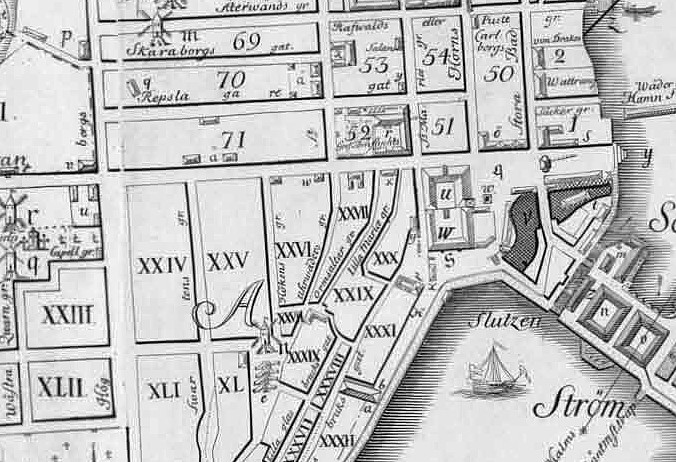
Området på Petrus Tillaeus karta från 1733. Norr är till höger.

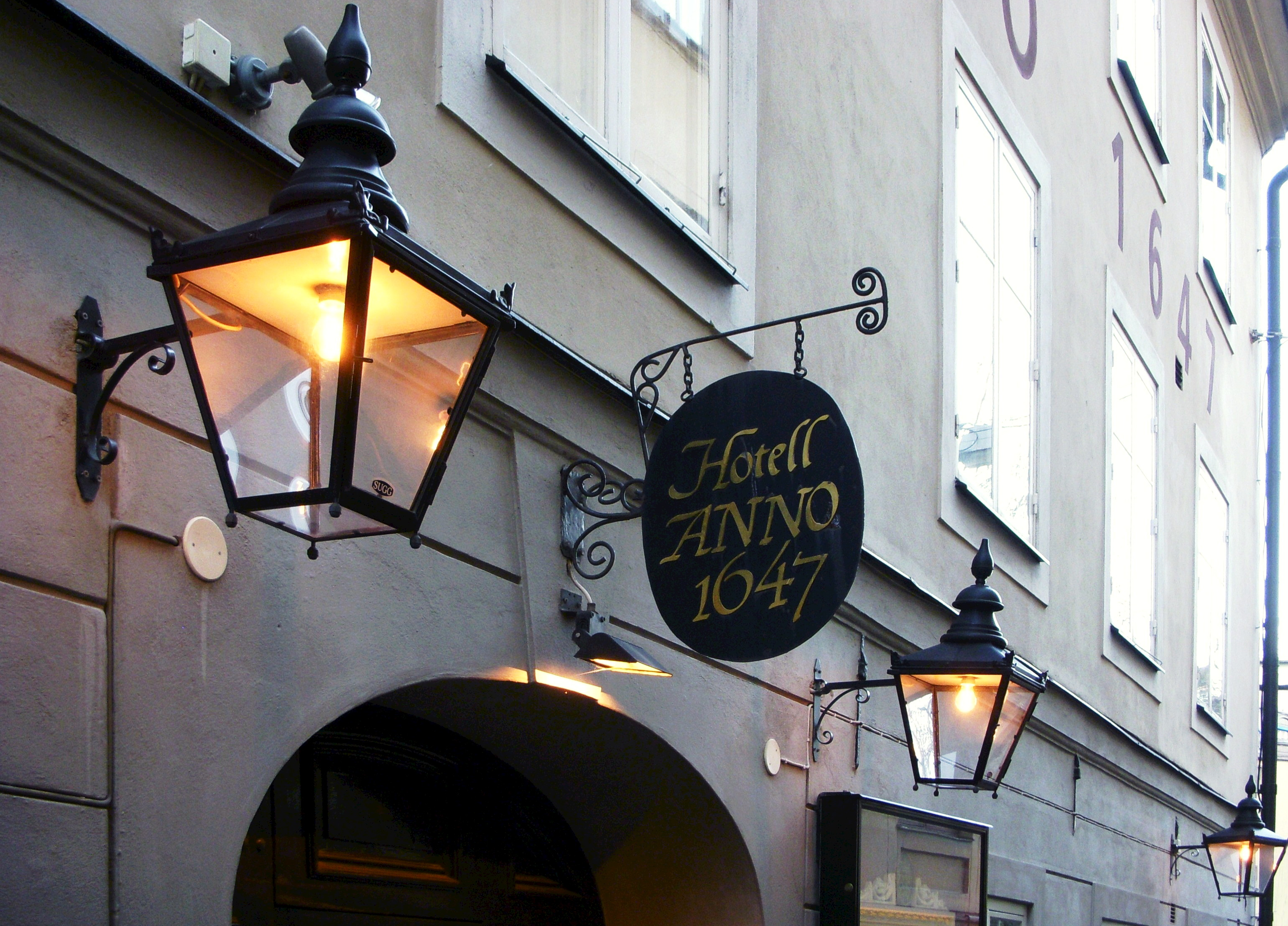
Hotell Anno 1647.

På Petrus Tillaeus karta från 1733 omnämns gränden som Lilla Maria gr. Tidigare ledde gränden tillsammans med Peter Myndes backe fram till Maria Magdalena kyrka och det är kyrkan som gav gränden sitt namn. Tidigare namn var bland annat Sanktæ Martæ Gränd (1648) och S:t Martæ gatun (1662). 
En byggnad som är kvar från denna tid är nuvarande Hotell Anno 1647.